# Cassaigne
Cassaigne è un comune francese di 212 abitanti situato nel dipartimento del Gers nella regione dell'Occitania. Forma anche parte della regione storica della Ténarèze, in Guascogna.

## Società

### Evoluzione demografica
Abitanti censiti